# Johann Wilhelm Ritter
Johan Wilhelm Ritter (født 16. december 1776 i Samitz, Schlesien, død 23. januar 1810 i München, Bayern) var en selvlært fysiker og kemiker.

## Liv og gerning
Ritters første kontakt med videnskab begyndte, da han var 14 år gammel. Han kom da i lære hos en apoteker i Liegnitz (Legnica), og fik en stærk interesse for kemi. Han begyndte medicinstudier ved universitetet i Jena 1796, men som selvlært videnskabsmand gjorde han mange eksperimentelle undersøgelser inden for kemi, elektricitet og andre områder.
Ritter tilhørte den tyske romantiske bevægelse. Han var personligt bekendt med Johann Wolfgang von Goethe, Alexander von Humboldt, Johann Gottfried Herder og Clemens Brentano. Han var stærkt påvirket af Friedrich von Schelling, som var den vigtigste filosof inden for bevægelsen Naturphilosophie.
I 1801 besøgte Hans Christian Ørsted Jena og blev hans ven. Flere af Ritters undersøgelser er senere blevet omtalt af Ørsted, som også blev stærkt påvirket af den filosofiske tankegang hos Naturphilosophie.
Ritters første videnskabelige undersøgelser drejede sig om nogle galvaniske fænomener. Han tolkede de fysiologiske effekter, som var blevet observeret af Luigi Galvani og andre forskere, til at bero på den elektricitet, som var produceret ved kemiske reaktioner. Hans tolkning er nærmere senere tiders kundskab end de, som som var blevet foreslået af Galvani ("animalisk elektricitet") og Alessandro Volta (elektricitet som var blevet genereret af metallisk kontakt), men hans standpunkter accepteredes ikke af samtiden.
I 1800, kort efter opfindelsen af Voltasøjle, opdagede William Nicholson og Anthony Carlisle at vand kan spaltes ved hjælp af elektricitet. Kort efter opdagede Ritter også samme effekt, selvstændigt i forhold til de andre. Ud over dette samlede han og målte mængderne af brint og ilt, som var blevet produceret ved reaktionen. Han opdagede også processen for galvanisering. I 1802 byggede han den første elektrokemiske celle (akkumulator) bestående af 50 kobberplader adskilte af papplader fugtede med en saltopløsning.
Ritter gjorde flere eksperimenter med at forbinde polerne fra en Voltasøjle til egne hænder, øjne, ører, næse og tunge. Han beskrev også forskellen mellem de fysiologiske effekter af de to poler fra voltasøjlen, selv om visse af de effekter, han rapporterede om, ikke er blevet bekræftet senere.
Mange af Ritters undersøgelser var styret af en søgen efter polaritet i de forskellige "kræfter" i naturen og relationen mellem disse "kræfter" - to af Naturphilosophies antagelser. Efter at i 1801 have hørt om opdagelsen af varmestråling (infrarød stråling) af William Herschel (år 1800), søgte Ritter efter en modsat usynlig stråling (afkøling) i den anden ende af det synlige spektrum. Han fandt ikke helt, hvad han forventede at finde, men efter en serie forsøg opdagede han, at sølvklorid ændredes hurtigere fra hvidt til sort, når den blev placeret i den mørke del af sollysets spektrum, nær dets violette ende. De "kemiske stråler", som blev fundet af ham, blev kaldt ultraviolet stråling.
Nogle af Ritters undersøgelser anerkendes som vigtige videnskabelige bidrag, men han hævdede også opdagelsen af mange fænomener, som ikke er bekræftet af andre forskere. Eksempler: Han rapporterede, at jorden havde elektriske poler, som kunne konstateres ved bevægelsen af en bimetal-nål, og han påstod, at han kunne udføre elektrolyse af vand med hjælp af en serie af magneter i stedet for en Voltasøjle.
Ritter havde ingen fast indkomst og blev aldrig universitetsprofessor, men 1804 blev han indvalgt som medlem af det bayerske videnskabsakademi i München. Han giftede sig i 1804 og fik fire børn, men var ikke i stand til at forsørge sin familie. Plaget af økonomiske vanskeligheder og svækket helbred (måske forværret af hans elektriske forsøg på sig selv) døde han i 1810 som en fattig mand.